# Otto Künzli
Otto Künzli (* Juli 1948 in Zürich) ist ein Schweizer Goldschmied und war Professor an der Akademie der Bildenden Künste München.

## Leben
Künzli besuchte ab 1965 die Metallklasse von Max Fröhlich an der Schule für Gestaltung Zürich und schloss die Ausbildung 1970 als Goldschmied ab. 
Nach Mitarbeit in verschiedenen Werkstätten in Zürich, Bern und München besuchte er von 1972 bis 1978 die Schmuckklasse von Hermann Jünger an der Akademie der Bildenden Künste München. 1975 zog er nach München.
Seine erste Einzelausstellung veranstaltete er 1979 im Schmuckmuseum Pforzheim. Seitdem gab er rund 50 Einzelausstellungen weltweit. 1986 erhielt er einen Lehrauftrag am Universitätscollege New Paltz der State University of New York, 1988 am Royal College of Art in London. Hinzu kamen Vortragsreihen in den Vereinigten Staaten und Kanada in den Jahren 1986/87/90, 1990 auch Vorträge und Werkstattprojekte in Australien, Neuseeland und Singapur auf Einladung des Goethe-Instituts. Seit 1993 folgten regelmässig Vorträge und Workshops am Hiko Mizuno College in Tokio. 2015 resultierte aus seinen Japanbesuchen eine große retrospektive Einzelausstellung im Tokyo Metropolitan Teien Art Museum.
1991 übernahm er von Hermann Jünger den Lehrstuhl für Goldschmiedekunst und die Klasse für Schmuck und Gerät an der Akademie der Bildenden Künste München, den er bis 2014 leitete. Zudem dozierte er weltweit an etablierten Lehreinrichtungen. Von 2008 bis 2012 war er Gastprofessor am Royal College of Art, London. Arbeiten von Künzli wurden international in über 50 Museen, öffentliche Sammlungen und bedeutende Privatsammlungen aufgenommen.
Er ist verheiratet mit Therese Hilbert, ebenfalls Schmuckkünstlerin, und Vater von Miriam Künzli, einer Fotografin.

## Werk
Künzli ist einer der international bedeutendsten Vertreter des Autorenschmucks. In seiner Arbeit sind die handwerkliche wie die künstlerische Seite gleich wichtig. Hinzu kommt eine soziopolitische Komponente. So wird in Künzlis Armreif „Gold macht blind“ die soziale Selbstauszeichnung durch Schmuck bewusst negiert, indem das zwar vorhandene, kostbare Gold in einem schwarzen Gummischlauch, welcher den eigentlichen Armreif bildet, verborgen ist. In anderen seiner Arbeiten geht es primär darum, dass der Träger oder die Trägerin über diese Objekte den eigenen Körper erfährt und das Objekt selbst bewusst erlebt. Zum Beispiel besteht Künzlis Arbeit „Kugel für die Achselhöhle“ aus einer hohlen goldenen Kugel, die unter der Achsel, also unsichtbar getragen wird, und dabei eine bestimmte Körperhaltung herausfordert.
Daneben zeichnen sich Künzlis Arbeiten durch hintergründigen Humor und die Lust an pointierten Titeln („1 Meter Liebe“, „Gold macht blind“) aus. Er sucht und findet vielerorts Anregungen, unter anderem in Kunstwerken des Minimalismus, in Erzeugnissen der dekorativen Künste wie Tapeten und Bilderrahmen, in populären Bildmedien wie Comics und Postkarten oder auch in außergewöhnlichen Materialien wie der enorm harten japanischen Steineichen-Holzkohle (Binchō-tan), aus der er sanft gerundete Ringe arbeitete. Die individualisierte Form der Sprechblasen in japanischen Mangas war ein Ausgangspunkt für seine Werkserie „Fukidashi“, den er variantenreich weiter entwickelte.

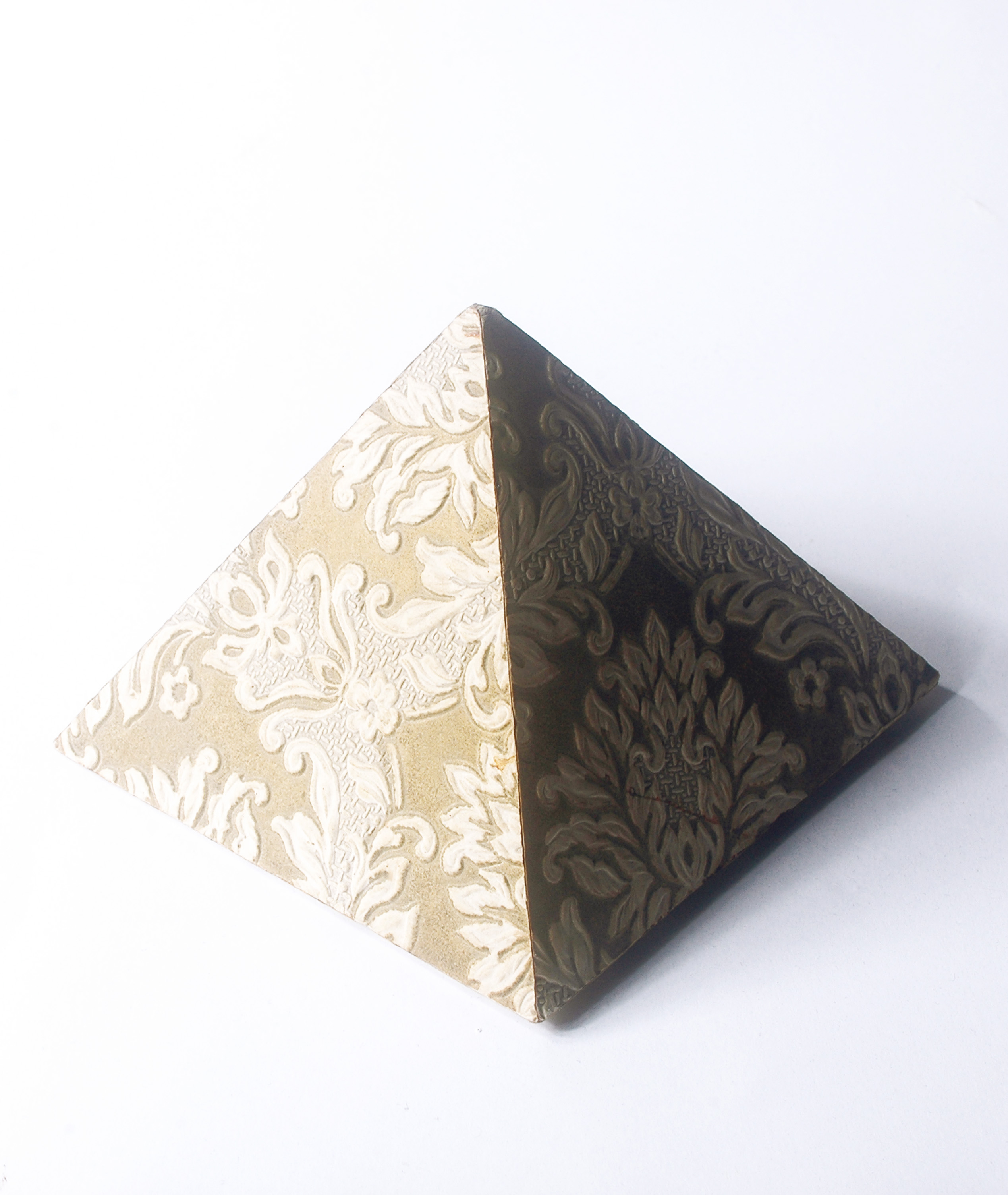
Tapetenbrosche (Medici), Otto Künzli, 1983

Künzli überwindet konventionelle Vorstellungen von Goldschmiedeschmuck. Das zeigt sich u. a. in thematischen Werkgruppen, der Inszenierung seiner Schmuckobjekte als Installation und in seiner konzeptuellen Vorgehensweise. Bekannt wurde in dieser Hinsicht seine Kette aus früher getragenen goldenen Eheringen. Per Annonce hatte Künzli nach Menschen gesucht, die ihm die Ringe überlassen und die damit verbundenen Lebensgeschichten erzählen würden. Aufgeladen mit Geschichte und Geschichten erwies sich die Kette als gleichsam unerträglich und darum untragbar. Eine ebenfalls markante Arbeit sind Künzlis Anstecker in Form kleiner roter Punkte, wie sie gewöhnlich neben verkauften Kunstwerken kleben. Durch einen solchen Anstecker wird die ihn tragende Person gleichsam zu einem wertgeschätzten Kunstwerk.
Während in der konventionellen Schmuckgestaltung der Name des Goldschmieds eine untergeordnete Rolle spielt, wird beim Autorenschmuck die gestalterische Leistung eines bestimmten Schmuckkünstlers erworben und getragen. Einige von Künzlis Schmuckstücken sind mit seiner Signatur gekennzeichnet. Diese kann senkrecht als die Zahl acht (italienisch „otto“) und waagerecht als das mathematische Symbol für Unendlichkeit gelesen werden.
Künzlis künstlerische Wirkung zeigte sich zudem in seiner nationalen und internationalen Anziehungskraft als Professor für Schmuckgestaltung. Unter denen, die ein Studium bei ihm absolvierten, waren später selbst erfolgreiche Künstlerinnen und Künstler wie Karl Fritsch, Karen Pontoppidan (aktuell Professorin ebendieser Klasse), Norman Weber, Lisa Walker, David Bielander und Jiro Kamata.

## Auszeichnungen und Stipendien (Auswahl)
- 1972/78/81: Stipendien des Eidgenössischen Departements des Innern
- 1976: Leistungspreis der Schule für Gestaltung Zürich
- 1977: Dr.-Herbert-Hoffmann-Preis, Gesellschaft für Handwerksmessen, München
- 1980: Stipendium für bildende Kunst der Landeshauptstadt München
- 1987: Förderpreis für Design der Landeshauptstadt München
- 1990: Preis der Françoise-van-den-Bosch-Stiftung, Niederlande
- 1992: Ehrenmitgliedschaft der Bezalel Academy of Arts and Design
- 2010: Grand Prix Design, Schweiz[4]
- 2010: Designpreis der Bundesrepublik Deutschland in Silber für die Gestaltung der Ausstellung „Des Wahnsinns fette Beute – Schmuck an der Akademie der Bildenden Künste München: Die Klasse Künzli“[5]
- 2011: Goldener Ehrenring, Gesellschaft für Goldschmiedekunst[6]
- 2017: Designpreis der Landeshauptstadt München
- 2018: Bayerischer Staatspreis

## Sammlungen (Auswahl)
- Stedelijk Museum, Amsterdam
- Dallas Museum of Art, Dallas
- The Museum of Fine Arts, Houston
- Israel Museum, Jerusalem
- Victoria and Albert Museum, London
- Los Angeles County Museum of Art, Los Angeles
- National Gallery of Victoria, Melbourne
- Pinakothek der Moderne, München
- The Metropolitan Museum of Art, New York
- The National Museum of Modern Art, Tokio
- Schweizerisches Landesmuseum, Zürich